# OpenSSL
OpenSSL – wieloplatformowa, otwarta implementacja protokołów SSL (wersji 2 i 3) i TLS (wersji 1) oraz algorytmów kryptograficznych ogólnego przeznaczenia. Udostępniana jest na licencji zbliżonej do licencji Apache. Dostępna jest dla systemów uniksopodobnych (m.in. Linux, BSD, Solaris), OpenVMS i Microsoft Windows.
OpenSSL zawiera biblioteki implementujące wspomniane standardy oraz mechanizmy kryptograficzne, a także zestaw narzędzi konsolowych (przede wszystkim do tworzenia kluczy oraz certyfikatów, zarządzania urzędem certyfikacji, szyfrowania, dekryptażu i obliczania podpisów cyfrowych).
Za pomocą OpenSSL Crypto Library można m.in. obliczać funkcję skrótu wiadomości (m.in. MD5 i SHA-1) oraz szyfrować dane popularnymi algorytmami kryptograficznymi, m.in. Blowfish, AES, IDEA, 3DES.

## Historia projektu
Projekt OpenSSL powstał w 1998 roku w celu utworzenia darmowego zestawu narzędzi szyfrujących, przeznaczonych dla kodu używanego w sieci.
Bazuje on na SSLeay, którego twórcami byli Eric Andrew Young i Tim Hudson. Nieoficjalne zakończenie jego rozwoju datowane jest na 17 grudnia 1998, kiedy to
Young wraz z Hudsonen rozpoczęli pracę dla RSA Security.
W skład zespołu, zajmującego się projektem OpenSSL wchodziło czterech Europejczyków. Cały zespół liczył 11 osób, z których 10 było wolontariuszami.
Jedynym pracownikiem, pracującym na pełny etat, był szef projektu – Stephen Henson.
Budżet projektu wynosił niecały million dolarów rocznie i polegał częściowo na dotacjach. Steve Marquess, były konsultant CIA w Maryland
powołał fundację, zajmującą się darowiznami i umowami konsultingowymi. Pozyskał ponadto sponsoring od Departamentu Bezpieczeństwa Krajowego Stanów Zjednoczonych
oraz Departamentu Obrony Stanów Zjednoczonych.
W roku 2013, WikiLeaks opublikowała dokumenty zdobyte przez Edwarda Snowdena, według których od 2010 roku, NSA pomyślnie złamała bądź obeszła zabezpieczenia SSL/TLS
za pomocą luk, takich jak HeartBleed.
W roku 2014 około dwie trzecie wszystkich serwerów korzystało z OpenSSL.

## Ważniejsze wersje – chronologia
| Wersja      | Data wydania      | Data zakończenia wsparcia | Komentarz | wydanie ostatniej „podwersji”   |
| ----------- | ----------------- | ------------------------- | --- | ------------------------------- |
| 0.9.1       | 23 grudnia 1998   | -                         | - Oficjalny start projektu OpenSSL | 0.9.1c (23 grudnia 1998)        |
| 0.9.2       | 22 marca 1999     | -                         | - następca wersji 0.9.1c | 0.9.2b (6 kwietnia 1999)        |
| 0.9.3       | 25 maja 1999      | -                         | - następca wersji 0.9.2b | 0.9.3a (27 maja 1999)           |
| 0.9.4       | 9 sierpnia 1999   | -                         | - następca wersji 0.9.3a | 0.9.4 (9 sierpnia 1999)         |
| 0.9.5       | 28 lutego 2000    |                           | - następca wersji 0.9.4 | 0.9.5a (1 kwietnia 2000)        |
| 0.9.6       | 24 września 2000  |                           | - następca wersji 0.9.5a | 0.9.6m (17 marca 2004)          |
| 0.9.7       | 31 grudnia 2002   |                           | - następca wersji 0.9.6m | 0.9.7m (23 lutego 2007)         |
| 0.9.8       | 5 lipca 2005      |                           | - następca wersji 0.9.7m | 0.9.8zh (3 grudnia 2015)        |
| 1.0.0       | 29 marca 2010     |                           | - następca wersji 0.9.8n | 1.0.0t (3 grudnia 2015)         |
| 1.0.1       | 14 marca 2012     | 31 grudnia 2016           | - następca wersji 1.0.0l - Wsparcie zakończy się 31 grudnia 2016 - RFC 6520 ↓ TLS/DTLS wsparcie usługi heartbeat - Wsparcie SCTP. - RFC 5705 ↓ – eksport kluczy TLS. - RFC 5764 ↓ (DTLS-SRTP) - Podpisy PSS w certyfikatach, zapytania oraz Lista unieważnionych certyfikatów (CRL). - Wsparcie dla informacji bazujących na hasłach użytkowników. - Wsparcie TLS v1.2 oraz TLS v1.1. - Wstępna funkcjonalność FIPS odnośnie do obsługi niezwalidowanego modułu FIPS 2.0. - Wsparcie Secure Remote Password (SRP).                        | 1.0.1u (22 września 2016)       |
| 1.0.2       | 22 stycznia 2015  | 31 grudnia 2019           | - następca wersji 1.0.1l - Wsparcie do 31 grudnia 2019, status LTS wycofany 7 listopada 2019. - Zestaw „wsparcia B” dla TLS 1.2 oraz DTLS 1.2 - Wsparcie dla DTLS 1.2 - Automatyczny wybór Krzywej eliptycznej TLS. - Stworzenie API w celu skonfigurowania krzywych oraz algorytmów, wspieranych przez TLS - skonfigurowanie SSL_CONF. - Wsparcie dla Brainpool (TLS) - Wsparcie ALPN. - Wsparcie CMS’a dla RSA-PSS, RSA-OAEP, ECDH oraz X9.42 DH.                                                                                       | 1.0.2u (20 grudnia 2019)        |
| 1.1.0       | 25 sierpnia 2016  | 11 września 2019          | - Następca 1.0.2h - Wsparcie do 30 kwietnia 2018 - Wsparcie dla ChaCha20-Poly1305 (RFC 7539 ↓) - Wsparcie dla rozszerzenia „extended master secret” - Wsparcie dla X25519 - Wsparcie dla protokołu „DANE” oraz dla Przejrzystości certyfikatu - Algorytmy CCM - usunięto SSLv2 - Usunięto wsparcie dla narzędzi Kerberosa - RC4 i 3DES usunięte z domyślnych algorymtów w libssl - Usunięto DSS, SEED, IDEA, CAMELLIA, oraz AES-CCM z domyślnej listy algorytmów cipherlist. - usunięto wsparcie dla 40 i 56-bitowych algorytmów z libssl | 1.1.0l (10 października 2019)   |
| 1.1.1 (LTS) | 11 września 2018  | 11 września 2023          | Wersja LTS (Long Term Support). - Wsparcie przewidziane do 11 września 2023 - Wsparcie dla TLS1.3. - Wsparcie dla SHA-3. - Wsparcie dla X448 oraz Ed448 (RFC 7748 ↓). - Wsparcie dla SipHash. - Wsparcie dla ARIA. - Wsparcie dla multi-prime RSA (RFC 8017 ↓). - Wsparcie dla SM2, SM3 and SM4. - Usunięto protokół Heartbeat. - Usunięto wsparcie dla QNX. | 1.1.1w (11 września 2023)       |
| 3.0.0       | 7 września 2021   | 7 września 2026           | - Przeniesienie licencji na Apache License 2.0 - Przywrócenie wsparcia dla FIPS 140-2 | rozwój oprogramowania w trakcie |
| 3.1.0       | 14 marca 2023     | 14 marca 2025             | - Zgodność z FIPS 140-3 - Poprawki wydajności | rozwój oprogramowania w trakcie |
| 3.2.0       | 23 listopada 2023 | 23 listopada 2025         | - Obsługa QUIC po stronie klienta - Kompresja certyfikatu TLS RFC 8879 ↓ - Deterministyczne użycie Algorytmu ECSDA RFC 6979 ↓ - Surowe klucze publiczne TLS RFC 7250 ↓ | rozwój oprogramowania w trakcie |
| 3.3.0       | 9 kwietnia 2024   | 9 kwietnia 2026           | | rozwój oprogramowania w trakcie |

## Algorytmy
OpenSSL obsługuje następujące algorytmy kryptograficzne:
Szyfry
AES, Blowfish, Camellia, SEED, CAST-128, DES, IDEA, RC2, RC4, RC5, 3DES, GOST 28147-89
Funkcje skrótu
MD5, MD4, MD2, SHA-1, SHA-2, RIPEMD-160, MDC-2, GOST R 34.11-94, BLAKE2
Kryptografia klucza publicznego
RSA, DSA, Protokół Diffiego-Hellmana, Kryptografia krzywych eliptycznych, GOST R 34.10-2001
(Począwszy od wersji 1.0 utajnianie z wyprzedzeniem jest obsługiwane za pomocą krzywej eliptycznej Diffiego-Hellmana.)

## Walidacja FIPS-140
FIPS 140 (ang. Federal information processing standard) to federalny program USA dotyczący testowania i certyfikacji modułów szyfrujących. Wczesny certyfikat FIPS 140-1 dla biblioteki FOM (ang. FIPS Object Module) używanej w OpenSSL w wersji 1.0 został cofnięty w lipcu 2006 r., gdy „pojawiły się pytania dotyczące interakcji zweryfikowanego modułu z zewnętrznym oprogramowaniem”. Moduł uzyskał ponowny certyfikat w lutym 2007 r., zanim zastąpiono go standardem FIPS 140-2. OpenSSL w wersji 1.0.2 obsługiwał użycie biblioteki FOM, która powstała w celu dostarczania zatwierdzonych przez FIPS algorytmów w środowisku zweryfikowanym przez FIPS 140-2.
OpenSSL kontrowersyjnie zadeklarowało zakończenie wsparcia (ang. "end of life" - EOL) dla wersji 1.0.2 po dniu 31 grudnia 2019 r., pomimo sprzeciwów, iż  była to ówcześnie jedyna wersja OpenSSL, zapewniająca obsługę trybu FIPS. W wyniku zakończenia wsparcia wielu użytkowników nie było w stanie prawidłowo wdrożyć FOM w wersji 2.0 i przestało spełniać wymogi, ponieważ nie uzyskali rozszerzonego wsparcia dla architektury 1.0.2, chociaż sam FOM pozostawał zatwierdzony przez kolejne osiem miesięcy.
Moduł obiektowy FIPS 2.0 pozostał zatwierdzony jako FIPS 140-2 w kilku formatach do 1 września 2020 r., kiedy to NIST wycofał używanie FIPS 186-2 dla standardu DSS i oznaczył wszystkie niezgodne moduły jako „historyczne”. To oznaczenie zawiera ostrzeżenie dla agencji federalnych, że nie powinny uwzględniać modułu w żadnych nowych zamówieniach. Wszystkie trzy walidacje OpenSSL zostały uwzględnione w wycofaniu – OpenSSL FIPS Object Module (certyfikat nr 1747),, OpenSSL FOM SE (certyfikat nr 2398), i OpenSSL FOM RE (certyfikat nr 2473). Wiele walidacji i klonów OpenSSL „prywatnej etykiety” stworzonych przez konsultantów również zostało przeniesionych na Listę Historyczną, chociaż niektóre moduły zatwierdzone przez FIPS z kompatybilnością zastępczą uniknęły wycofania, takie jak BoringCrypto od Google i CryptoComply od SafeLogic.
Komitet zarządzający OpenSSL ogłosił zmianę w schemacie wersjonowania.
Z powodu tej zmiany numer główny kolejnej wersji głównej zostałby podwojony, ponieważ moduł OpenSSL FIPS już zajmował ten numer. Dlatego podjęto decyzję o pominięciu numeru wersji OpenSSL 2.0 i kontynuowaniu z OpenSSL 3.0.
OpenSSL 3.0 przywrócił tryb FIPS i przeszedł testy FIPS 140-2, ale ze znacznymi opóźnieniami: Prace rozpoczęto po raz pierwszy w 2016 r. przy wsparciu SafeLogic i dalszym wsparciu Oracle w 2017 r., ale proces ten był skomplikowany.
20 października 2020 r. OpenSSL FIPS Provider 3.0 został dodany do listy IUT (ang. Implementation Under Test) w programie CMVP, co odzwierciedlało oficjalne zaangażowanie laboratorium testowego w celu przeprowadzenia walidacji FIPS 140-2. W kolejnych miesiącach zaowocowało to serią certyfikacji.

## Istotne wady

### Ataki czasowe na klucze RSA
14 marca 2003 odnotowano Atak czasowy na klucze RSA, co oznaczało obecność luki w wersjach 0.9.7a oraz 0.9.6. Ta luka została oznaczona kodem CAN-2003-0147 przez projekt Common Vulnerabilities and Exposures. Domyślnie atak na ślepy podpis RSA nie był rejestrowany przez OpenSSL (gdyż atak ten jest trudny do wykonania, gdy za pośrednictwem OpenSSL używany jest protokół SSL lub TLS). Większość serwerów Apache obsługujących SSL było narażonych na ten atak, a także wiele aplikacji OpenSSL’a. Różnice czasowe przy wykonywaniu dodatkowych redukcji oraz wykorzystanie Algorytmu Karacuby i innych
algorytmów mnożenia liczb całkowitych oznaczało, iż zdobycie przez atakujących (zdalnie bądź lokalnie) prywatnego klucza serwera było możliwe.

### Odmowa dostępu – parsowanie ASN.1
OpenSSL w wersji 0.9.6k miał lukę, gdzie konkrente sekwencje ASN.1 wywoływały dużą ilość rekursji na urządzeniach z systemem Windows, co odkryto 4 listopada 2003. System Windows nie był w stanie prawidłowo obsłużyć dużej liczby rekursji. Taka sytuacja doprowadzała do crashu OpenSSL-a (podobnie jak możliwość wysyłania dowolnie dużej liczby sekwencji ASN.1).

### Luka w zszywaniu protokołu OCSP
Podczas tworzenia Handshake istnieje ryzyko, iż klient wyśle niewłaściwie sformatowaną wiadomość ClientHello, w wyniku czego OpenSSL dokona parsowania większej ilości danych niż tylko samej wiadomości. Oznaczony CVE-2011-0014, wywierała wpływ na wszystkie wersje OpenSSL-a od 0.9.8h do 0.9.8q oraz wersje od 1.0.0 do 1.0.0c. Ponieważ parsowanie mogło doprowadzić do odczytu niewłaściwego adresu pamięci, atakujący miał możliwość przeprowadzenia ataku DDOS. Ponadto istniało ryzyko, iż niektóre aplikacje ujawnią zawartość sparsowanych rozszerzeń OCSP; wówczas atakujący byłby w stanie odczytać zawartość pamięci, która została wysłana po wiadomości ClientHello.

## Rozwidlenia

### Agglomerated SSL
W roku 2009, Marco Peereboom (wówczas pracował jako programista OpenBSD) – niezadowolony z oryginalnego interfejsu OpenSSL – stworzył fork oryginalnego interfejsu o nazwie Agglomerated SSL (assl). W dalszym ciągu wykorzystuje on „wewnętrzny” interfejs OpenSSL, lecz posiada znacznie prostszy interfejs zewnętrzny.

### LibreSSL
Po ujawnieniu błędu Heartbleed, członkowie projektu OpenBSD – wraz z wydaniem wersji 1.0.1g – stworzyli rozwidlenie OpenSSL-a o nazwie LibreSSL. W pierwszym tygodniu pracy nad porządkowaniem aplikacji usunięto 90 000 linii kodu źródłowego.

### BoringSSL
W czerwcu 2014, Google ogłosiło własną wersję OpenSSL’a – BoringSSL. Google planuje współpracę z programistami OpenSSL oraz LibreSSL.

## Krytyka

### Kompatybilność wsteczna
Wśród społeczności programistów często przytacza się OpenSSL jako źródło problemów ze zgodnością interfejsu API przy każdej nowej głównej wersji
, co wymaga dostosowań oprogramowania, które zwykle opóźniają wdrażanie nowych wersji.To w połączeniu z faktem, że poprzednie wersje są zazwyczaj utrzymywane nie dłużej niż dwa lata po wydaniu nowej głównej wersji, zmusza niektórych dostawców do przewidywania migracji oprogramowania bardzo wcześnie, mając nadal niewiele czasu na aktualizację do nowej wersji, czasami ryzykując utratę części zgodności z istniejącym oprogramowaniem lub ryzykując regresję.